# 切爾沃納多利納 (錫內利尼科韋區)
48°10′45″N 35°55′9″E / 48.17917°N 35.91917°E
切爾沃納多利納（羅馬化：Chervona Dolyna）是烏克蘭的村落，位於該國中部第聶伯羅彼得羅夫斯克州，由錫內利尼科韋區負責管轄，分別距離舍夫亞基內1.5公里和克魯托亞爾卡2公里，2001年人口80。